# Suwari
Suwari is een bestuurslaag in het regentschap Gresik van de provincie Oost-Java, Indonesië. Suwari telt 1711 inwoners (volkstelling 2010).